# The Truth About Love Tour
 (février 2024).
Tournées par P!nk
Funhouse Summer Carnival Tour
(2010) Beautiful Trauma World Tour
(2018-19)
The Truth About Love Tour est la sixième tournée internationale de la chanteuse américaine P!nk. Basée sur son sixième album studio The Truth About Love (2012), la tournée fait près de 140 concerts répartis entre l'Australie, l'Europe et l'Amérique du Nord. La tournée est sponsorisée par CoverGirl, dont P!nk est l'égérie pour l'année 2013.
En Australie, plus de 320 000 billets ont été vendus en seulement quelques heures. 

La tournée bat des records dans ce pays, notamment à Melbourne, où P!nk a amélioré son propre record réalisé en 2009 lors du Funhouse Tour, pendant lequel elle avait vendu 200 000 billets dans cette ville. 

Elle a également battu les records du nombre de concerts total (46 dates) et du nombre de concerts donnés à Melbourne (18 dates) pour une même tournée australienne.

Le DVD et le Blu-Ray de la tournée sont sortis le 25 novembre 2013.

## Premières parties
- The Hives : tous les concerts d'Amérique du Nord, exceptés Charlotte, Philadelphie et St. Paul + 2e étape nord-américaine.
- City and Colour : Charlotte, Philadelphie et St. Paul.
- Walk the Moon : début de la tournée européenne, jusqu'au dernier concert londonien inclus[4].
- Churchill : fin de la tournée européenne, à partir du premier concert londonien + 2e étape nord-américaine[4].
- The Kin : Australie, du 25 juin 2013 au 23 juillet 2013 inclus + 2e étape nord-américaine.
- Youngblood Hawke : Australie, du 30 juillet 2013 au 26 août 2013 inclus.
- The Preatures : Australie, du 29 août 2013 au 7 septembre 2013 inclus.
- Aimee Francis : Australie, du 1er septembre 2013 au 5 septembre 2013 inclus .
- Spiderbait : Australie, le 8 septembre.
- New Politics : Amérique du Nord (2e étape)[5].

## Troupe
| - P!nk : Chant, piano, batterie, danse, acrobaties - Jason Chapman : Direction musicale, arrangements et piano - Justin Derrico : Guitare - Kat Lucas : Guitare, piano et voix - Eva Gardner : Basse - Mark Schulman : Batterie - Stacy Campbell et Jenny Douglas Mc-Rae : voix | - Clown nommé Rubix Von Fuchenhurtz : Jimmy Slonina (en 2013) et Brett Alters (en janvier 2014) - Danseurs : Reina Hildago, Loriel Hennington, Tracy Shibata, Janelle Ginestra, Colt Prattes, Khasan Brailsford, Rémi Bakkar |

## Liste des chansons
Les listes suivantes sont celles des concerts du 16 février 2013 (États-Unis), du 17 avril 2013 (France), du 10 juillet 2013 (Australie) et du 14 novembre 2013 (États-Unis). Elles ne sont pas représentatives de tous les concerts pour toute la durée de la tournée.
| Étape 1 - Amérique du Nord | Étape 2 - Europe | Étape 3 - Australie | Étape 4 - Amérique du Nord |
| --- | --- | --- | --- |
| 1. Raise Your Glass 2. Walk of Shame 3. Just Like a Pill 4. U + Ur Hand 5. Leave Me Alone (I'm Lonely) 6. Try 7. Wicked Game (reprise de Chris Isaak) 8. Just Give Me a Reason 9. Trouble 10. Are We All We Are 11. How Come You're Not Here 12. Sober 13. Family Portrait 14. Who Knew 15. Fuckin' Perfect 16. Medley : - Most Girls - There You Go - You Make Me Sick 17. Slut Like You 18. Blow Me (One Last Kiss) Encore 1. So What 2. Glitter in the Air | 1. Raise Your Glass 2. Walk of Shame 3. Just Like a Pill 4. U + Ur Hand 5. Leave Me Alone (I'm Lonely) 6. Try 7. Wicked Game (reprise de Chris Isaak) 8. Just Give Me a Reason 9. Trouble 10. Are We All We Are 11. How Come You're Not Here 12. Sober 13. The Great Escape 14. Who Knew 15. Fire And Rain (reprise de James Taylor) 16. Fuckin' Perfect 17. Medley : - Most Girls - There You Go - You Make Me Sick 18. Slut Like You 19. Blow Me (One Last Kiss) Encore 1. So What | 1. Raise Your Glass 2. Walk of Shame 3. Just Like a Pill 4. U + Ur Hand 5. Leave Me Alone (I'm Lonely) 6. Try 7. Wicked Game (reprise de Chris Isaak) 8. Just Give Me a Reason 9. Trouble 10. Are We All We Are 11. How Come You're Not Here 12. Sober 13. The Great Escape 14. Time After Time (reprise de Cyndi Lauper) 15. Who Knew 16. Fuckin' Perfect 17. Medley : - Most Girls - There You Go - You Make Me Sick 18. Slut Like You 19. Blow Me (One Last Kiss) Encore 1. So What | 1. Raise Your Glass 2. Walk of Shame 3. Just Like a Pill 4. U + Ur Hand 5. Leave Me Alone (I'm Lonely) 6. Try 7. Wicked Game (reprise de Chris Isaak) 8. Just Give Me a Reason 9. Trouble 10. Are We All We Are 11. How Come You're Not Here (certaines dates) 12. Sober 13. The Great Escape 14. Who Knew 15. Fuckin' Perfect 16. Medley : - Most Girls - There You Go - You Make Me Sick 17. Slut Like You 18. Blow Me (One Last Kiss) Encore 1. So What 2. Glitter in the Air (certaines dates) |

## Concerts
| Date                       | Ville                      | Pays                       | Lieu                              | Fréquentation              | Recettes brutes            |
| Étape 1 — Amérique du Nord | Étape 1 — Amérique du Nord | Étape 1 — Amérique du Nord | Étape 1 — Amérique du Nord        | Étape 1 — Amérique du Nord | Étape 1 — Amérique du Nord |
| -------------------------- | -------------------------- | -------------------------- | --------------------------------- | -------------------------- | -------------------------- |
| 13 février 2013            | Phoenix                    | États-Unis                 | US Airways Center                 | 14,267 / 14,267            | $938,923                   |
| 15 février 2013            | Las Vegas                  | États-Unis                 | Mandalay Bay Events Center        | 9,511 / 9,511              | $1,033,984                 |
| 16 février 2013            | Los Angeles                | États-Unis                 | Staples Center                    | 15,562 / 15,562            | $1,140,275                 |
| 18 février 2013            | San Jose                   | États-Unis                 | HP Pavilion at San Jose           | 14,187 / 14,187            | $1,043,587                 |
| 21 février 2013            | Houston                    | États-Unis                 | Toyota Center                     | 13,247 / 13,646            | $1,067,357                 |
| 22 février 2013            | Dallas                     | États-Unis                 | American Airlines Center          | 15,567 / 15,567            | $1,154,934                 |
| 24 février 2013            | Orlando                    | États-Unis                 | Amway Center                      | 13,414 / 13,414            | $965,525                   |
| 25 février 2013            | Sunrise                    | États-Unis                 | BB&T Center                       | 13,732 / 13,732            | $979,399                   |
| 27 février 2013            | Tampa                      | États-Unis                 | Tampa Bay Times Forum             | 13,887 / 13,887            | $1,004,292                 |
| 1er mars 2013              | Atlanta                    | États-Unis                 | Philips Arena                     | 14,475 / 14,475            | $990,929                   |
| 2 mars 2013                | Nashville                  | États-Unis                 | Bridgestone Arena                 | 14,742 / 14,742            | $1,014,329                 |
| 5 mars 2013                | Auburn Hills               | États-Unis                 | The Palace of Auburn Hills        | 16,038 / 16,038            | $1,132,177                 |
| 6 mars 2013                | Columbus                   | États-Unis                 | Value City Arena                  | 14,841 / 14,841            | $985,678                   |
| 8 mars 2013                | Louisville                 | États-Unis                 | KFC Yum! Center                   | 17,686 / 17,686            | $1,092,401                 |
| 9 mars 2013                | Chicago                    | États-Unis                 | United Center                     | 16,609 / 16,609            | $1,195,791                 |
| 11 mars 2013               | Toronto                    | Canada                     | Air Canada Centre                 | 16,188 / 16,188            | $1,296,550                 |
| 12 mars 2013               | Montréal                   | Canada                     | Bell Centre                       | 16,873 / 16,873            | $1,247,810                 |
| 14 mars 2013               | Washington, D.C.           | États-Unis                 | Verizon Center                    | 15,209 / 15,209            | $1,196,486                 |
| 16 mars 2013               | Charlotte                  | États-Unis                 | Time Warner Cable Arena           | 15,407 / 15,407            | $1,011,592                 |
| 17 mars 2013               | Philadelphie               | États-Unis                 | Wells Fargo Center                | 16,611 / 16,611            | $1,321,255                 |
| 19 mars 2013               | Saint Paul                 | États-Unis                 | Xcel Energy Center                | 15,818 / 15,818            | $1,146,010                 |
| 22 mars 2013               | New York                   | États-Unis                 | Madison Square Garden             | 14,131 / 14,131            | $1,347,083                 |
| 23 mars 2013               | East Rutherford            | États-Unis                 | Izod Center                       | 17,143 / 17,143            | $1,285,608                 |
| 25 mars 2013               | Uniondale                  | États-Unis                 | Nassau Veterans Memorial Coliseum | 13,740 / 13,740            | $1,066,954                 |
| 27 mars 2013               | Uncasville                 | États-Unis                 | Mohegan Sun Arena                 | 5,789 / 5,789              | $604,851                   |
| 28 mars 2013               | Boston                     | États-Unis                 | TD Garden                         | 14,766 / 14,766            | $1,142,061                 |
| Étape 2 — Europe           |                            |                            |                                   |                            |                            |
| 12 avril 2013              | Dublin                     | Irlande                    | The O2                            | 12,889 / 12,889            | $1,033,630                 |
| 14 avril 2013              | Manchester                 | Royaume-Uni                | Manchester Arena                  | 35,610 / 35,610            | $2,320,760                 |
| 15 avril 2013              | Manchester                 | Royaume-Uni                | Manchester Arena                  | 35,610 / 35,610            | $2,320,760                 |
| 17 avril 2013              | Paris                      | France                     | Palais omnisports de Paris-Bercy  | 17,000 / 17,000            | $1,203,450                 |
| 19 avril 2013              | Amsterdam                  | Pays-Bas                   | Ziggo Dome                        | 16,771 / 16,771            | $1,174,110                 |
| 21 avril 2013              | Birmingham                 | Royaume-Uni                | LG Arena                          | 14,947 / 14,947            | $975,121                   |
| 24 avril 2013              | Londres                    | Royaume-Uni                | The O2 Arena                      | 69,162 / 69,162            | $4,894,420                 |
| 25 avril 2013              | Londres                    | Royaume-Uni                | The O2 Arena                      | 69,162 / 69,162            | $4,894,420                 |
| 27 avril 2013              | Londres                    | Royaume-Uni                | The O2 Arena                      | 69,162 / 69,162            | $4,894,420                 |
| 28 avril 2013              | Londres                    | Royaume-Uni                | The O2 Arena                      | 69,162 / 69,162            | $4,894,420                 |
| 30 avril 2013              | Anvers                     | Belgique                   | Sportpaleis                       | 20,052 / 20,052            | $1,240,880                 |
| 1er mai 2013               | Hambourg                   | Allemagne                  | O2 World Hamburg                  | 13,016 / 13,016            | $909,572                   |
| 3 mai 2013                 | Berlin                     | Allemagne                  | O2 World                          | 14,513 / 14,513            | $940,673                   |
| 4 mai 2013                 | Hanovre                    | Allemagne                  | TUI Arena                         | 11,593 / 11,593            | $871,651                   |
| 6 mai 2013                 | Düsseldorf                 | Allemagne                  | ISS Dome                          | 10,848 / 10,848            | $734,534                   |
| 7 mai 2013                 | Francfort                  | Allemagne                  | Festhalle Frankfurt               | 11,965 / 11,965            | $808,467                   |
| 9 mai 2013                 | Vienne                     | Autriche                   | Wiener Stadthalle                 | 14,858 / 14,858            | $1,146,330                 |
| 10 mai 2013                | Prague                     | République tchèque         | O2 Arena                          | 17,322 / 17,322            | $969,882                   |
| 12 mai 2013                | Leipzig                    | Allemagne                  | Arena Leipzig                     | 12,342 / 12,342            | $832,750                   |
| 13 mai 2013                | Dortmund                   | Allemagne                  | Westfalenhalle                    | 11,617 / 11,617            | $797,815                   |
| 15 mai 2013                | Oberhausen                 | Allemagne                  | König Pilsener Arena              | 11,768 / 11,768            | $818,667                   |
| 16 mai 2013                | Mannheim                   | Allemagne                  | SAP Arena                         | 11,937 / 11,937            | $809,357                   |
| 18 mai 2013                | Munich                     | Allemagne                  | Olympiahalle                      | 25,855 / 25,855            | $1,759,650                 |
| 19 mai 2013                | Munich                     | Allemagne                  | Olympiahalle                      | 25,855 / 25,855            | $1,759,650                 |
| 21 mai 2013                | Zurich                     | Suisse                     | Hallenstadion                     | 13,000 / 13,000            | $1,276,790                 |
| 22 mai 2013                | Stuttgart                  | Allemagne                  | Hanns-Martin-Schleyer-Halle       | 13,196 / 13,196            | $941,962                   |
| 25 mai 2013                | Oslo                       | Norvège                    | Telenor Arena                     | 16,685 / 17,967            | $1,659,300                 |
| 26 mai 2013                | Stockholm                  | Suède                      | Ericsson Globe                    | 14,975 / 14,975            | $1,134,870                 |
| 28 mai 2013                | Helsinki                   | Finlande                   | Hartwall Arena                    | 11,464 / 11,464            | $1,005,060                 |
| 30 mai 2013                | Herning                    | Danemark                   | Jyske Bank Boxen                  | 15,160 / 15,160            | $1,396,530                 |
| Étape 3 — Australie        |                            |                            |                                   |                            |                            |
| 25 juin 2013               | Perth                      | Australie                  | Perth Arena                       | 58,587 / 58,587            | $7,287,630                 |
| 26 juin 2013               | Perth                      | Australie                  | Perth Arena                       | 58,587 / 58,587            | $7,287,630                 |
| 28 juin 2013               | Perth                      | Australie                  | Perth Arena                       | 58,587 / 58,587            | $7,287,630                 |
| 29 juin 2013               | Perth                      | Australie                  | Perth Arena                       | 58,587 / 58,587            | $7,287,630                 |
| 1er juillet 2013           | Adélaïde                   | Australie                  | Adelaide Entertainment Centre     | 38,807 / 38,807            | $4,608,100                 |
| 2 juillet 2013             | Adélaïde                   | Australie                  | Adelaide Entertainment Centre     | 38,807 / 38,807            | $4,608,100                 |
| 4 juillet 2013             | Adélaïde                   | Australie                  | Adelaide Entertainment Centre     | 38,807 / 38,807            | $4,608,100                 |
| 5 juillet 2013             | Adélaïde                   | Australie                  | Adelaide Entertainment Centre     | 38,807 / 38,807            | $4,608,100                 |
| 7 juillet 2013             | Melbourne                  | Australie                  | Rod Laver Arena                   | 235,187 / 235,187 [aa]     | $29,201,400 [aa]           |
| 8 juillet 2013             | Melbourne                  | Australie                  | Rod Laver Arena                   | 235,187 / 235,187 [aa]     | $29,201,400 [aa]           |
| 10 juillet 2013            | Melbourne                  | Australie                  | Rod Laver Arena                   | 235,187 / 235,187 [aa]     | $29,201,400 [aa]           |
| 11 juillet 2013            | Melbourne                  | Australie                  | Rod Laver Arena                   | 235,187 / 235,187 [aa]     | $29,201,400 [aa]           |
| 13 juillet 2013            | Melbourne                  | Australie                  | Rod Laver Arena                   | 235,187 / 235,187 [aa]     | $29,201,400 [aa]           |
| 14 juillet 2013            | Melbourne                  | Australie                  | Rod Laver Arena                   | 235,187 / 235,187 [aa]     | $29,201,400 [aa]           |
| 16 juillet 2013            | Melbourne                  | Australie                  | Rod Laver Arena                   | 235,187 / 235,187 [aa]     | $29,201,400 [aa]           |
| 17 juillet 2013            | Melbourne                  | Australie                  | Rod Laver Arena                   | 235,187 / 235,187 [aa]     | $29,201,400 [aa]           |
| 19 juillet 2013            | Brisbane                   | Australie                  | Brisbane Entertainment Centre     | 98,264 / 98,264 [ab]       | $12,037,400 [ab]           |
| 20 juillet 2013            | Brisbane                   | Australie                  | Brisbane Entertainment Centre     | 98,264 / 98,264 [ab]       | $12,037,400 [ab]           |
| 22 juillet 2013            | Brisbane                   | Australie                  | Brisbane Entertainment Centre     | 98,264 / 98,264 [ab]       | $12,037,400 [ab]           |
| 23 juillet 2013            | Brisbane                   | Australie                  | Brisbane Entertainment Centre     | 98,264 / 98,264 [ab]       | $12,037,400 [ab]           |
| 30 juillet 2013            | Sydney                     | Australie                  | Sydney Entertainment Centre       | 94,994 / 94,994            | $11,597,300                |
| 31 juillet 2013            | Sydney                     | Australie                  | Sydney Entertainment Centre       | 94,994 / 94,994            | $11,597,300                |
| 2 août 2013                | Sydney                     | Australie                  | Sydney Entertainment Centre       | 94,994 / 94,994            | $11,597,300                |
| 3 août 2013                | Sydney                     | Australie                  | Sydney Entertainment Centre       | 94,994 / 94,994            | $11,597,300                |
| 6 août 2013                | Sydney                     | Australie                  | Sydney Entertainment Centre       | 94,994 / 94,994            | $11,597,300                |
| 7 août 2013                | Sydney                     | Australie                  | Sydney Entertainment Centre       | 94,994 / 94,994            | $11,597,300                |
| 9 août 2013                | Sydney                     | Australie                  | Sydney Entertainment Centre       | 94,994 / 94,994            | $11,597,300                |
| 10 août 2013               | Sydney                     | Australie                  | Sydney Entertainment Centre       | 94,994 / 94,994            | $11,597,300                |
| 13 août 2013               | Melbourne                  | Australie                  | Rod Laver Arena                   | — [aa]                     | — [aa]                     |
| 14 août 2013               | Melbourne                  | Australie                  | Rod Laver Arena                   | — [aa]                     | — [aa]                     |
| 16 août 2013               | Melbourne                  | Australie                  | Rod Laver Arena                   | — [aa]                     | — [aa]                     |
| 17 août 2013               | Melbourne                  | Australie                  | Rod Laver Arena                   | — [aa]                     | — [aa]                     |
| 19 août 2013               | Melbourne                  | Australie                  | Rod Laver Arena                   | — [aa]                     | — [aa]                     |
| 20 août 2013               | Melbourne                  | Australie                  | Rod Laver Arena                   | — [aa]                     | — [aa]                     |
| 22 août 2013               | Melbourne                  | Australie                  | Rod Laver Arena                   | — [aa]                     | — [aa]                     |
| 23 août 2013               | Melbourne                  | Australie                  | Rod Laver Arena                   | — [aa]                     | — [aa]                     |
| 25 août 2013               | Melbourne                  | Australie                  | Rod Laver Arena                   | — [aa]                     | — [aa]                     |
| 26 août 2013               | Melbourne                  | Australie                  | Rod Laver Arena                   | — [aa]                     | — [aa]                     |
| 29 août 2013               | Brisbane                   | Australie                  | Brisbane Entertainment Centre     | — [ab]                     | — [ab]                     |
| 30 août 2013               | Brisbane                   | Australie                  | Brisbane Entertainment Centre     | — [ab]                     | — [ab]                     |
| 1er septembre 2013         | Sydney                     | Australie                  | Allphones Arena                   | 67,978 / 67,978            | $7,986,170                 |
| 2 septembre 2013           | Sydney                     | Australie                  | Allphones Arena                   | 67,978 / 67,978            | $7,986,170                 |
| 4 septembre 2013           | Sydney                     | Australie                  | Allphones Arena                   | 67,978 / 67,978            | $7,986,170                 |
| 5 septembre 2013           | Sydney                     | Australie                  | Allphones Arena                   | 67,978 / 67,978            | $7,986,170                 |
| 7 septembre 2013 [a]       | Brisbane                   | Australie                  | Brisbane Entertainment Centre     | — [ab]                     | — [ab]                     |
| 8 septembre 2013           | Brisbane                   | Australie                  | Brisbane Entertainment Centre     | — [ab]                     | — [ab]                     |
| Étape 4 — Amérique du Nord |                            |                            |                                   |                            |                            |
| 10 octobre 2013            | Oakland                    | États-Unis                 | Oracle Arena                      | 14,048 / 14,048            | $1,267,176                 |
| 12 octobre 2013            | Los Angeles                | États-Unis                 | Staples Center                    | 28,124 / 28,124            | $2,887,773                 |
| 13 octobre 2013            | Los Angeles                | États-Unis                 | Staples Center                    | 28,124 / 28,124            | $2,887,773                 |
| 15 octobre 2013            | San Jose                   | États-Unis                 | HP Pavilion at San Jose           | 13,834 / 13,834            | $1,220,902                 |
| 20 octobre 2013            | Seattle                    | États-Unis                 | Key Arena                         | 12,740 / 12,740            | $1,135,382                 |
| 21 octobre 2013            | Vancouver                  | Canada                     | Rogers Arena                      | 15,117 / 15,117            | $1,394,480                 |
| 5 novembre 2013            | Chicago                    | États-Unis                 | United Center                     | 15,583 / 15,583            | $1,424,149                 |
| 6 novembre 2013            | Auburn Hills               | États-Unis                 | The Palace of Auburn Hills        | 13,867 / 13,867            | $1,262,846                 |
| 8 novembre 2013            | Des Moines                 | États-Unis                 | Wells Fargo Arena                 | 13,894 / 13,894            | $1,103,865                 |
| 9 novembre 2013            | Lincoln                    | États-Unis                 | Pinnacle Bank Arena               | 13,883 / 13,883            | $1,123,050                 |
| 11 novembre 2013           | Saint-Louis                | États-Unis                 | Scottrade Center                  | 15,422 / 15,422            | $1,220,713                 |
| 12 novembre 2013           | Kansas City                | États-Unis                 | Sprint Center                     | 13,263 / 13,263            | $1,122,833                 |
| 14 novembre 2013           | San Antonio                | États-Unis                 | AT&T Center                       | 13,423 / 13,423            | $1,122,919                 |
| 16 novembre 2013           | Dallas                     | États-Unis                 | American Airlines Center          | 14,060 / 14,060            | $1,387,539                 |
| 17 novembre 2013           | North Little Rock          | États-Unis                 | Verizon Arena                     | 11,852 / 13,668            | $942,167                   |
| 20 novembre 2013           | Rosemont                   | États-Unis                 | Allstate Arena                    | 13,786 / 13,786            | $1,293,348                 |
| 21 novembre 2013           | Indianapolis               | États-Unis                 | Bankers Life Fieldhouse           | 13,647 / 13,647            | $1,253,393                 |
| 23 novembre 2013           | Cleveland                  | États-Unis                 | Quicken Loans Arena               | 15,957 / 15,957            | $1,375,003                 |
| 24 novembre 2013           | Washington D.C.            | États-Unis                 | Verizon Center                    | 15,010 / 15,010            | $1,473,553                 |
| 30 novembre 2013           | Toronto                    | Canada                     | Air Canada Centre                 | 32,965 / 32,965            | $2,716,310                 |
| 2 décembre 2013            | Toronto                    | Canada                     | Air Canada Centre                 | 32,965 / 32,965            | $2,716,310                 |
| 3 décembre 2013            | Montréal                   | Canada                     | Bell Centre                       | 13,397 / 13,397            | $1,214,170                 |
| 5 décembre 2013            | Boston                     | États-Unis                 | TD Garden                         | 14,306 / 14,306            | $1,418,435                 |
| 6 décembre 2013            | Philadelphie               | États-Unis                 | Wells Fargo Center                | 15,822 / 15,822            | $1,595,912                 |
| 8 décembre 2013            | New York                   | États-Unis                 | Barclays Center                   | 28,916 / 28,916            | $2,592,472                 |
| 9 décembre 2013            | New York                   | États-Unis                 | Barclays Center                   | 28,916 / 28,916            | $2,592,472                 |
| 11 décembre 2013           | Newark                     | États-Unis                 | Prudential Center                 | 14,031 / 14,031            | $1,270,066                 |
| 13 décembre 2013           | Birmingham                 | États-Unis                 | BJCC Arena                        | 10,096 / 11,241            | $808,287                   |
| 14 décembre 2013           | Atlanta                    | États-Unis                 | Philips Arena                     | 14,683 / 14,683            | $1,316,729                 |
| 7 janvier 2014 [b]         | Minneapolis                | États-Unis                 | Target Center                     | 14,733 / 14,733            | $1,361,547                 |
| 9 janvier 2014 [c]         | Milwaukee                  | États-Unis                 | BMO Harris Bradley Center         | 14,663 / 14,663            | $1,168,427                 |
| 11 janvier 2014 [d]        | Fargo                      | États-Unis                 | Fargodome                         | 21,879 / 21,879            | $1,613,670                 |
| 14 janvier 2014 [e]        | Winnipeg                   | Canada                     | MTS Centre                        | 13,034 / 13,034            | $966,983                   |
| 15 janvier 2014 [f]        | Saskatoon                  | Canada                     | Credit Union Centre               | 13,878 / 13,878            | $904,023                   |
| 16 janvier 2014 [g]        | Edmonton                   | Canada                     | Rexall Place                      | 14,632 / 14,632            | $953,347                   |
| 19 janvier 2014 [h]        | Denver                     | États-Unis                 | Pepsi Center                      | 13,518 / 13,518            | $1,324,394                 |
| 20 janvier 2014 [i]        | Salt Lake City             | États-Unis                 | EnergySolutions Arena             | 15,738 / 15,738            | $1,182,944                 |
| 29 janvier 2014            | Anaheim                    | États-Unis                 | Honda Center                      | 13,741 / 13,741            | $1,260,064                 |
| 30 janvier 2014            | Fresno                     | États-Unis                 | Save Mart Center                  | 12,443 / 12,443            | $975,412                   |
| 31 janvier 2014            | Las Vegas                  | États-Unis                 | MGM Grand Garden Arena            | 13,064 / 13,064            | $1,502,659                 |
| Cumulatif total            | Cumulatif total            | Cumulatif total            | Cumulatif total                   | 1,997,614 / 2,002,256      | $184,061,847               |

## Concerts annulés
| Date          | Ville      | Pays        | Lieu     | Raison de l'annulation |
| ------------- | ---------- | ----------- | -------- | ---------------------- |
| 22 avril 2013 | Birmingham | Royaume-Uni | LG Arena | Maladie                |